# Chouannerie
Chouannerie je ve francouzských dějinách označení pro ozbrojený odpor králi věrných bretaňských katolíků (šuanů) proti první francouzské republice v období od roku 1793 do asi roku 1804. Chouannerie také existovala jako povstání v sousedních oblastech Anjou, Maine a Normandie. V roce 1796, na vrcholu konfliktu, bojovalo odhadem až 50 000 šuanů, včetně 30 000 Bretonců. To představovalo kolem 5 % mužské populace povstalecké oblasti.

## Vysvětlení pojmů
Povstalci Bretonci byli nazýváni šuani (chouans) od října 1793, kdy se připojili k povstalcům ve Vendée (bitva u La Gravelle 24. října 1793). Vůdčí postavy povstání, bratři Cottereau měli přezdívku Chouan (z galského „chat-huant“ či „chouin“ podle místního označení puštíka obecného – chouette hulotte). Údajně pro jejich melancholickou povahu, podle jiných proto, že při pašování soli se dorozumívali napodobením houkání sovy. Ačkoli se bretaňský odpor vůči Republice lišil od odporu ve Vendée z historických i regionálních důvodů, francouzská literatura popisuje chouannerie jako součást „občanské války na Západě“.
Charakteristická byla jejich organizace v malých skupinách. Tyto tzv. bandy byly organizovány pravděpodobně podle bretaňské klanové struktury a vedené tzv. „náčelníkem“ (francouzsky „chef“). Útočiště nalézali v lesích, které byly na konci 18. století ještě rozsáhlé, kde republikánské jednotky nemohly operovat s dělostřelectvem nebo kavalérií. V letech 1794–1799 však na čas tvořili i vojensky organizované oddíly a armády, které měly sílu až 30–40 000 mužů.
Význam a činnost chouannerie hodnotili současníci převážně negativně, zejména příznivci revoluce a republiky. V době Bílého teroru a roajalistického povstání proti Konventu v říjnu 1795 byla pařížská mládež, jeunesse dorée obzvláště nadšená bojem šuanů proti revoluci a republikánům. Na konci století na ně bylo také nahlíženo mimo Francii jako na bojovníky za regionální nezávislost, za katolickou církev a za monarchii.
Informace a čísla o účasti v bojových operacích a o obětech – zejména mezi civilním obyvatelstvem – se ve zprávách 19. a 20. století liší, pravděpodobně ovlivněné tím, zda se autoři cítili oddáni revoluční, republikánské nebo konzervativní, klerikální společnosti.

## Kontext
Ačkoli mnoho Bretonců zpočátku sympatizovalo s francouzskou revolucí, rychle se ukázalo, že jejich zájmy na politické autonomii byly novou ústřední vládou ignorovány. Místní nepokoje na bretaňském venkově začaly v roce 1791 znárodněním církevního majetku a deportací místních kněží, kteří odmítli složit přísahu duchovní ústavě. Také nové rozdělení země do departementů nebralo v úvahu zdejší regionální aspekty. Rovněž konec feudálního řádu nevedl automaticky k lepším životním podmínkám sedláků. Rozbuškou chouannerie ale bylo sesazení a poprava krále Ludvíka XVI. a nucené rozsáhlé odvody do francouzské armády v roce 1793, což mnoho Bretonců považovalo za znovuzavedení nenáviděné milice.
Boje v Bretani představovaly obecně partyzánskou válku s nájezdy v odstřelovačské taktice, v noci a podél hlavních silnic, proti republikánským jednotkám, transportům a skladům. V malých skupinách přepadávali vozy s potravinami určené pro vnitrozemské trhy, vraždili republikánské starosty a soudce a především kupce znárodněného majetku. Francouzští historici 19. století, např. Abel Hugo (1838) nebo Adolphe Thiers (1823) kladli povstalce na stejnou úroveň jako loupežníky nebo pašeráky soli.
První místní povstání, která měla spíše charakter selského povstání a byla vyvolána usneseními revoluční vlády o obchodu s potravinami, se od roku 1790 zvýšila v počtu účastníků, zpočátku z několika desítek na 5000-6000 v bitvách u La Roche-Bernard v březnu 1792 nebo u Lannionu v září 1792.

### Povstání 1790 až 1794
První místní povstání, která měla spíše charakter selského povstání a byla vyvolána usneseními revoluční vlády o obchodu s potravinami, se od roku 1790 zvýšila v počtu účastníků, zpočátku z několika desítek na 5-6000 v bitvách La Roche-Bernard v březnu 1792 nebo Lannion v září 1792. Podle tradice jsou tito rebelové většinou stále „Asociation Bretonne“, vedeni především šlechtou, nebo „Paysans contrerérevolutionaires“.
Joseph de Puisaye se pokusil sestavit z rolníků vojensky silnější formace. S podporou církve byly vypracovány seznamy Bretonců schopných nést zbraně, což umožnilo vytvořit kompanie a divize. To byl předpoklad pro získání podpory od anglické vlády a pro přilákání zdráhajících se královských princů ke kontrarevoluční činnosti. Tyto pokusy o sjednocení často selhaly kvůli rivalitě mezi vůdci.
Větší skupiny Bretonců se v říjnu 1793 připojily k povstalcům z Vendée, kteří po porážce ve druhé bitvě u Cholet uprchli přes Loiru a v počtu asi 25 000 bojovníků a velké skupiny starců, žen a dětí se přesunuli přes Bretaň k normanskému přístavu Granville. Tam chtěli přijmout ohlášenou anglickou pomoc a spojit se s místními povstalci.
Přesun do Normandie se pro vendéňany a šuany změnil v katastrofu. Ve francouzské historii, známý jako Virée de Galerne (z bretonského „gwalarn“ pro prudký, proměnlivý severozápadní vítr), došlo mezi říjnem a koncem prosince 1793 k sérii potyček, ve kterých zpočátku vítězili povstalci. Poté, co Granville, kde kvůli nedostatku dělostřelectva a anglické pomoci nemohli porazit republikánskou posádku, se chtěli vrátit demoralizovaní na Loiru. Nemoci, hlad, zima a pokračující útoky republikánských jednotek, které byly posíleny novým vedením a přírůstky z jiných armád, vedly k vystoupení mnoha šuanů z Armée catholique et royale de Vendée. Vrátili se ke své partyzánské taktice v malých skupinách, přepadech a schovávání se v lesích.
Vendéňané – a s nimi i někteří zbývající šuané – byli 13. prosince 1793 poraženi v bitvě u Le Mans a o deset dní později v bitvě u Savenay na Loiře. Zprávy hovoří o masakrech raněných, vězňů, žen a dětí, které ukončily pouliční boje v obou městech. Jen v Le Mans bylo údajně 15 000 obětí. Střílení vězňů – často masové – na obou stranách bylo rysem občanské války na Západě.

### První mír v roce 1795
Po dočasném ukončení povstání ve Vendée mnoho bojovníků opustilo velitele a vrátilo se do svých vesnic. Nekompromisní protirepublikové jádro šuanů se v roce 1794 omezilo především na přepadání na silnicích (Adolphe Thiers kolem roku 1830). Tato fáze spíše kriminální partyzánské války je často označována jako skutečná chouannerie. V Paříži byl po pádu Robespierra a jeho Hrůzovlády v létě 1794 Národní konvent připraven na příměří a nabídku na vyjednání ústupků v podobě ukončení „dechristianizace“ církve, osvobození od daní a odvodů, a propuštění zajatců z republikové strany, ze strany povstaleců, uznání republiky a zřeknutí se federalistických snah. V únoru 1795, po diskusích mezi sebou, nejvýznamnější generálové Vendée (kromě Stoffleta) podepsali smlouvu z La Jaunaye. Šuanové, kteří po silných vnitřních sporech souhlasili s mírovou smlouvou v La Mabilais v dubnu, byli méně ochotni ke kompromisům. Příměří podepsalo pouze 21 ze 121 přítomných velitelů. Republikáni neočekávali, že protistrana bude smlouvu dodržovat a zvýšili vojenský tlak na povstalce, ale rovněž se snažili smířlivě získat obyvatelstvo pro republikánský stát.
V červnu 1795 se v zátoce poloostrova Quiberon poblíž Carnacu uskutečnil dlouho očekávaný příjezd anglických pomocných zásob a royalistických jednotek. Několik tisíc šuanů, na které emigranti hleděli s podezřením a opovržením, se nechalo nalákat příslibem peněz, zbraní a jídla a příchodem královského prince a budoucího krále Karla X., aby obnovil monarchii.

Národní gardisté se zajatými šuany z Fouesnant. Autor: Jules Girardet, 19. století

Špatné plánování a koordinace způsobily chaos během přistání. Na poloostrově generál Lazare Hoche oblíčil šuany, kteří byli odzbrojeni, zatčeni a popraveni do konce července. Jsou hlášeny hromadné popravy 952 šuanů chycených v anglické uniformě. Uprchlíci, kteří dorazili k zakotveným anglickým invazním lodím, byli opuštěni na pobřeží, kde mnozí zahynuli hladem, zimou a nemocemi. Mnoha šuanům se podařilo uprchnout do vnitrozemí Bretaně, kde v malých skupinách obnovili svůj partyzánský styl a z invazní katastrofy obviňovali Angličany, roajalisty a své vlastní velitele.
V létě 1796 tlak na šuany vzrostl. Generál Hoche vytvořil malé mobilní jednotky (colonnes mobile), které postupně donutily náčelníky vzdát se. Nakonec dne 19. června 1796 podepsal Georges Cadoudal mírovou dohodu. Pro vládu tím byl problém  vyřešen. Nechala generála Hoche zahájit invazi do Irska a Anglie a přesunula vojáky ze západních armád k hranicím Německa, Rakouska a Itálie.
Vnitropolitické a zahraničněpolitické potíže Francie v letech 1797–1799 se projevily zejména ve špatně vybavených a špatně zásobených republikánských jednotkách, což šuany přimělo znovu mobilizovat větší armádu pro kontrarevoluci. V říjnu 1799 bylo ve vzpouře 18 000 šuanů z Morbihanu a 10 000 z departementů Ille-et-Vilaine a Mayenne. Nepodařilo se jim však zabrat větší města natrvalo; po dobytí se spokojili s otevřením věznic a spálením spisů administrativy.
Válka s šuany svazovala vojáky a prostředky, které pak Francii chyběly ve válkách v Německu a Itálii. První konzul Napoleon Bonaparte reagoval na problém protirepublikánského násilí, které opakovaně propukalo v západních departementech, „dvojí strategií shovívavosti a represe“. V bezvýsledných jednáních o příměří s vůdci, dokonce i tajných s Cadoudalem, viděl pouze manévry, které ubíraly čas. Západní armádě bylo v lednu 1800 nařízeno, aby respektovala svobodu vyznání obyvatelstva, ale bylo třeba důsledně trestat komunity, které bojovaly za obnovu monarchie.
Různí náčelníci šuanů se vzdali v únoru 1800. Cadoudal a Napoleon se tajně setkali v Paříži, ale bez dosažení dohody. Cadoudal dostal podnět k dalšímu odporu v květnu od anglického konzervativního premiéra Williama Pitta, který přislíbil vylodění 30 000 vojáků pod vedením šuanů proti Paříži.
Napoleonovy zahraničněpolitické úspěchy, jeho ústupky v náboženských otázkách, ale i celková únava bretaňského obyvatelstva z války ukončily další povstání. Cadoudal, který se údajně podílel na pokusu o atentát na Napoleona (24. prosince 1800 v Rue Saint-Nicaise v Paříži) a několik dalších vůdců emigrovalo do Anglie, další byli postaveni před soud.
V roce 1803 se Cadoudal vrátil do Francie a spikl se s oponenty monarchisty, včetně generálů Jean-Victor Moreau a Jean-Charles Pichegru, aby svrhl Napoleona. V roce 1804 byl zatčen a odsouzen. Dne 25. června 1804 byl nejpopulárnější šuan popraven v Paříži  gilotinou.
Po roce 1815 byli přeživší šuansští vůdci Bourbony jmenováni maršály a generály.

## Vůdcové šuanů (výběr)
Jean Cottereau zvaný Jean Chouan (1757–1794) údajně jako mladý muž spaloval dřevěné uhlí nebo vyráběl dřeváky v departementu Mayenne. Stal se známým jako první vůdce chouannerie, který bojoval proti republice jako „kontrarevolucionář“. Začal s nájezdy v rodném Mayenne, v roce 1793 se přidal k povstalcům z Vendée a po jejich porážkách v Le Mans a Savenay byl jedním z nejhledanějších šuanů. V červenci 1794 byl zabit v boji. Také jeho tři bratři a dvě sestry zemřeli v bitvách nebo byli jako odsouzení k popravě gilotinou jako odpůrci republiky.
Georges Cadoudal (1771–1804) pocházel z bohaté farmářské rodiny v departementu Morbihan. Začínal jako přívrženec francouzské revoluce, ale stal se jejím odpůrcem kvůli proticírkevní politice jakobínů. V roce 1793 se jako velitel bretonských šuanů účastnil povstání ve Vendée až do porážek u Le Mans a Savenaye. Poté shromáždil vzpurné Bretonce z jihozápadní Bretaně a v roce 1795 se po debaklu invaze u Quiberonu stal vrchním velitelem „katolické a královské armády departementu Morbihan“. V opozici vůči royalistickým důstojníkům kontrarevoluční emigrantské armády souhlasil v roce 1796 s mírovými dohodami s republikány. V roce 1798 zorganizoval další roajalistické povstání - pravděpodobně také kvůli anglickým oznámením o pomoci - a v několika bojích oslabil republikánskou stranu. Když se k moci dostal první konzul Napoleon Bonaparte, boj proti roajalistům již nebyl ponechán pouze na četnictvu, ale vedli jej zkušení důstojníci a jednotky. Cadoudal musel opustit Francii a z Londýna se účastnil příprav na svržení republikánské vlády a obnovení monarchie.
Po návratu do Francie v roce 1803 bylo odhaleno jeho spiknutí a Cadoudal zatčen, souzen a popraven v roce 1804. Král Ludvík XVIII. ho posmrtně jmenoval maršálem Francie a povýšil ho na rytíře.
Joseph de Puisaye (1755–1827) hrabě normanské šlechty, zástupce rodného kraje Le Perche v Národním shromáždění, obhajoval přeměnu státu na konstituční monarchii. V roce 1791 byl důstojníkem Národní gardy v Évreux. Po popravě Ludvíka XVI. stál na straně krátkodobé, federalistické kontrarevoluce a byl velitelem předvoje „Federální armády Normandie“, v níž bojovali i Bretonci z východních departementů Bretaně. Nedostatek lidové podpory a vítězství montagnardů nad girondisty ve vládě ukončilo hnutí. Puisaye poté reorganizoval šuany z departementů Ille-et-Vilaine a Morbihan, kteří měli provést kontrarevoluci po celé zemi pomocí monarchistické invaze. Od září 1794 v Londýně organizoval invazi do Bretaně s britskou vládou a emigranty. Byl uznán jako strůjce povstání v Bretani a Normandii, jmenován důstojníkem britské armády a pretendentem hrabětem d'Artois jmenován generálporučíkem královské armády emigrantů, se kterou se vylodil na pobřeží poloostrova Quiberon v červnu 1795.
Invaze skončila pro královskou věc katastrofou a kontrarevoluce byla následně rozdrcena republikánskými armádami napříč Západem. Puisaye uprchl do Anglie a zemřel tam v roce 1827.

## Chouannerie v umění
- Honoré de Balzac – Šuani (Les Chouans au La Bretagne en 1799), historický válečný román z roku 1829, který vyšel v českém překladu v roce 1968
- Jules Barbey d'Aurevilly – Le Chevalier Des Touches, román o šuanském špiónovi Des Touches z roku 1864
- francouzský film Šuani (Chouans!) z roku 1988